# Felicitas Thun-Hohenstein
Felicitas Thun-Hohenstein (* 15. Jänner 1964 in Klagenfurt) ist eine österreichische Kunsthistorikerin und Professorin am Institut für Kunst- und Kulturwissenschaften an der Akademie der bildenden Künste Wien.

## Leben und Werk
Felicitas Thun-Hohenstein stammt aus der Ehe von Waldemaro Ernesto Thun-Hohenstein (* 1928), Inhaber eines Immobilienbüros, und seiner Ehefrau Heidi geb. Traninger (* 1936). Die Eltern ließen sich ein Jahr nach ihrer Geburt scheiden. Ihre beiden älteren Geschwister verstarben früh. Der Bruder Volker (* 1954) kam 2001 bei einem Flugzeugabsturz in Italien ums Leben, die Schwester Iris (* 1956) starb 1976 19-jährig.
Sie wurde 2001 mit der Dissertation Emanzipation und Expansion der Druckgraphik im Werk von Dieter Roth promoviert. Die Habilitation folgte 2005 mit der Habilitationsschrift Vom kartographischen Blick zum synchronistischen Erfahren. Zur Performanz von Raumwelten in der Kunst. Im Jahr 2009 war sie Gastprofessorin am Department of History of Art and Architecture an der University of California in Santa Barbara.
Thun-Hohenstein hat zahlreiche internationale Ausstellungen kuratiert. Gemeinsam mit dem russischen Performance-Künstler Fyodor Pavlov-Andreevich stellte sie zum Beispiel 2016 bei den Wiener Festwochen in „Fyodor’s Performance Carousel“ eine Gruppe junger einheimischer und internationaler Künstler vor, unter anderem Yingmei Duan, Roberta Lima und Evamaria Schaller. 
Auf der 58. Biennale von Venedig 2019 kuratierte Thun-Hohenstein mit Renate Bertlmann die Installation Discardo erga sum. Die Künstlerin war die erste Frau, die den Österreichischen Pavillon allein gestalten konnte.
Sie ist zudem Autorin und Herausgeberin zahlreicher Publikationen, Initiatorin und Leiterin des Cathrin-Pichler-Archivs für Wissenschaft, Kunst und kuratorische Praxis und Kuratoriumsmitglied des Museum Moderner Kunst Stiftung Ludwig Wien. Ihre Forschungsfelder beinhalten Kunst der Moderne, Gegenwartskunst, arts-based research, feministische Theorie und Kunstpraxis sowie Körper- und Raumproduktion.
1991 heiratete sie den Kunst-, Theater- und Filmwissenschaftler Hubert Klocker. Thun-Hohenstein lebt und arbeitet in Wien.

## Kuratierte Ausstellungen (Auswahl)
- 2008: SynChroniCity, Österreichischer Beitrag auf der 11. Kairo Biennale
- 2010: Hans Weigand, Deep Water Horizon an der University Art Gallery San Diego
- 2012: Roberta Lima, Aesthetics of Risk, curated by_vienna 2012, Galerie Charim, Wien
- 2014: Self-Timer Stories im Museum der Moderne Salzburg
- 2014: Self-Timer Stories im Austrian Cultural Forum New York
- 2014: Self-Timer Stories im MUSAC – Museo de Arte Contemporáneo de Castilla y León
- 2016: Pro(s)thesis in der Gemäldegalerie der Akademie der bildenden Künste Wien, co-kuratiert von Berenice Pahl
- 2016: Albert Mayr. Orchestrated View, Neuer Kunstverein Wien
- 2016: Painting is not the Issue, Neuer Kunstverein Wien
- 2016: Toni Schmale. Feuerbock, Neuer Kunstverein Wien
- 2016: Elisabeth von Samsonow. Transplants, Zeitkunst Niederösterreich, Krems
- 2016: Fyodor’s Performance Carousel, Wiener Festwochen, Wien
- 2017: Material Traces in der Charim Galerie, Wien
- 2017: Feminicities in der Solyanka State Gallery, Moskau
- 2017: Yingmei Duan, Neuer Kunstverein, Wien
- 2018: The Two Halves of Martha Wilson’s Brain, Kunstraum Niederösterreich, Wien
- 2019: Renate Bertlmann, Discordo Ergo Sum, Österreichischer Pavillon, Biennale di Venezia

## Publikationen
- Claudia Bosse, Felicitas Thun-Hohenstein: Sich einkerben lassen. Interview. In: Fanti Baum, Kathrin Tiedemann (Hrsg.): Claudia Bosse – Kein Theater. Alles möglich. (= Postdramatisches Theater in Portraits, Band 7). Alexander Verlag, Berlin 2023, ISBN 978-3-89581-584-3, S. 74–110.
- Renate Bertlmann, Discordo ergo sum. Katalog. Verlag für moderne Kunst, Wien 2019, ISBN 978-3-903269-59-0.
- als Hrsg. mit Sabine Priglinger: The Curator as… Schlebrügge, Wien 2017, ISBN 978-3-903172-03-6.
- als Hrsg. mit Berenice Pahl: Pro(s)thesis. Katalog. Eigenverlag 2017.
- Self-Timer Stories. Katalog. Schlebrügge, Wien 2015, ISBN 978-3-902833-76-1.
- als Hrsg. mit Carola Dertnig: Performing the Sentence – Research and Teaching in Performative Fine Arts. Publication Series of the Academy of Fine Arts Vienna, vol. 13, 2014
- Performanz und ihre räumlichen Bedingungen: Perspektiven einer Kunstgeschichte. Böhlau, Wien 2012, ISBN 978-3-205-78791-4.
- Synchronicity. Katalog. Walther König, Köln 2009.
- Dieter Roth: Druckgrafik und Bücher – Prints and Books 1949–1979. Oktogon, Köln 1998, ISBN 978-3-89611-048-0.